# سفارت اندونزی در برن
سفارت اندونزی در برن (به لاتین: Embassy of Indonesia) یک منطقهٔ مسکونی و نمایندگی سیاسی این کشور در سوئیس است که در برن (سوئیس) واقع شده‌است.